# 南部九州大学野球連盟
南部九州大学野球連盟（なんぶきゅうしゅうだいがくやきゅうれんめい）とは九州地域（熊本県・宮崎県・鹿児島県・沖縄県）に所在する大学を対象にした大学野球リーグである。全日本大学野球連盟の傘下団体。

## 沿革
- 2016年 九州地区大学野球連盟の加盟大学の増加に伴い、全日本大学野球選手権大会において同連盟の出場枠が2に増加。移動距離の問題が考慮され、北部九州ブロック（福岡・長崎地区、大分地区[1]）と南部九州ブロック（熊本地区、宮崎地区、鹿児島地区、沖縄地区）に分かれ、各ブロックから1大学の代表を選出する方式となった（2024年まで）。
- 2025年 九州地区大学野球連盟を九州地区大学野球連盟（元北部九州ブロック）と南部九州大学野球連盟（元南部九州ブロック）に分離し、南部九州大学野球連盟を2025年1月1日に創設[2]。

## 運営方法

### 大会運営・試合運営
- 地区予選＋決勝大会で行う。
- 地区予選

＜大会名称＞
南部九州大学野球選手権大会 ◯◯（熊本、宮崎、鹿児島、沖縄）地区予選
＜大会運営＞
・加盟17大学が4地区（熊本地区：4大学、宮崎地区：4大学、鹿児島地区：4大学、沖縄地区：5大学）に分かれて地区予選を行う。地区予選は、2戦先勝方式・勝点制（地区によっては2回戦総当たり・勝率制）によるリーグ戦を行い、春季は1位が、秋季は原則として1位と2位が決勝大会に進出する（秋季決勝大会に限り、開催年によっては加盟全大学が出場する場合もある）。
・大会回数は2025年春季大会を第1回とし、以降、秋季大会との通算とする。
・宮崎地区、鹿児島地区、沖縄地区は優勝回数を従前の地区予選から引き継ぐ。
- 決勝大会

＜大会名称＞
南部九州大学野球選手権大会 決勝◯◯ （リーグまたはトーナメント）
＜大会運営＞
・春季決勝大会は、各地区の1位が1回戦総当たりのリーグ戦を行う。
・秋季決勝大会は、原則として各地区の1位と2位によるトーナメント戦を行う。
※ 秋季決勝大会に限り、開催年によっては加盟全大学が出場する場合もある。
・大会回数は2025年春季大会を第1回とし、以降、秋季大会との通算とする。
- 試合運営（地区予選・決勝大会 共通）

・ 指名打者（DH）制度を採用。
・ コールドゲーム
5回終了時で10点差以上、7回終了時で7点差以上がついた場合や、降雨・雷、日没などの理由により、かつ、規定イニングスを満たした場合に適用する。
※ 秋季決勝大会の決勝戦を除いた、すべての試合に適用する。
・ サスペンデッドゲーム
降雨・雷、日没などの理由により、試合の続行が不可能と判断され、かつ、規定イニングスを消化できずに未成立になった場合または規定イニングス以降同点の場合に適用する。
※ すべての試合に適用する。
・ 延長戦
10回からタイブレークを採用し、ノーアウト1塁・2塁の継続打順で開始し、決着が着くまで行う。
※ すべての試合に適用する。

### 試合会場
- 熊本県
  - 藤崎台県営野球場
  - 県営八代運動公園野球場
  - 崇城大学野球場
  - 東海大学九州キャンパス野球場
  - HONDA熊本野球場
- 宮崎県
  - 川南町運動公園野球場
  - 宮崎産業経営大学野球場
- 鹿児島県
  - 鴨池市民球場
  - 鹿屋体育大学野球場
  - 伊集院球場
- 沖縄県
  - 沖縄セルラースタジアム那覇
  - 北谷公園野球場
  - 宜野座村野球場
  - 名護市営球場
  - コザしんきんスタジアム
  - 嘉手納球場
  - 金武町ベースボールスタジアム
  - 赤間運動公園野球場
  - くにがみ球場
  - うるま市石川野球場

## 歴代地区代表・優勝回数

### 歴代地区代表
- ◇：春季決勝リーグ優勝・秋季決勝トーナメント優勝
- 秋季の◯数字は地区予選の順位を示す。

| 開催年   | 熊本地区代表                                             | 宮崎地区代表                                                                       | 鹿児島地区代表                                         | 沖縄地区代表                                                                         |
| -------- | -------------------------------------------------------- | ---------------------------------------------------------------------------------- | ------------------------------------------------------ | ------------------------------------------------------------------------------------ |
| 2025春季 | ◇東海大学九州キャンパス                                  | 宮崎産業経営大学                                                                   | 鹿屋体育大学                                           | 沖縄国際大学                                                                         |
| 2025秋季 | 東海大学九州キャンパス、熊本学園大学、熊本大学、崇城大学 | 宮崎産業経営大学、宮崎大学、九州医療科学大学（南九州大学は決勝トーナメント不参加） | 鹿屋体育大学、第一工科大学、鹿児島国際大学、鹿児島大学 | 沖縄国際大学、沖縄大学、琉球大学、名桜大学、日本ウェルネススポーツ大学沖縄キャンパス |

### 優勝回数
| 優勝回数 | 大学                   |
| -------- | ---------------------- |
| 1        | 東海大学九州キャンパス |

### 「九州地区大学野球選手権大会」「九州地区大学野球選手権大会・決勝トーナメント」「九州地区大学野球選手権南部九州ブロック大会」優勝回数
- 本項目は1951年から1961年まで開催された「九州地区体育大会 硬式野球の部」は九州地区大学野球選手権大会の優勝回数に含めない。
- 1970年から1975年まで開催された九州地区大学野球選手権大会・秋季大会は優勝回数に含めない。
- （  ）は南部九州ブロック・決勝大会の優勝回数[3]。

| 優勝回数 | 大学名                                     |
| -------- | ------------------------------------------ |
| 35（4）  | 東海大学九州キャンパス（旧：九州東海大学） |
| 7（4）   | 沖縄大学                                   |
| 5（5）   | 宮崎産業経営大学                           |
| 3（2）   | 鹿屋体育大学                               |
| 3（0）   | 鹿児島大学                                 |
| 2（2）   | 第一工業大学（現：第一工科大学）           |
| 2（0）   | 鹿児島経済大学（現：鹿児島国際大学）       |
| 1（0）   | 熊本商科大学（現：熊本学園大学）           |
| 1（0）   | 名桜大学                                   |

## 全九州大学野球選手権大会（旧：ユニバーシアード大会記念 九州大学野球選手権大会）

### 九州地区大学野球連盟時代（ブロック分離以前）
- 1994年から明治神宮野球大会の九州3連盟（九州六大学野球連盟・福岡六大学野球連盟・九州地区大学野球連盟）代表決定戦として「ユニバーシアード大会記念 九州大学野球選手権大会（2023年から全九州大学野球選手権大会）」が始まり、九州地区大学野球連盟は同年から2009年までは九州地区大学野球選手権大会の1位（優勝）・2位・3位の大学が出場。
- 2010年から2015年までは九州地区大学野球選手権大会・決勝トーナメントの1位（優勝）・2位・3位の大学が出場。

### 九州地区大学野球連盟時代（ブロック分離以降）
- 2016年から2018年までは九州地区大学野球選手権南部九州ブロック決勝トーナメントの1位（優勝）・2位および九州地区大学野球選手権北部九州ブロック1部リーグの1位（優勝）・2位が同大会の出場（順位）を決めるための「九州大学野球選手権大会・九州地区大学野球連盟代表（順位）決定戦」を実施。
  - 同大会の出場大学が第3代表までのため、両ブロックの優勝大学で第1・第2代表決定戦、両ブロックの2位大学で第3代表決定戦を実施。
- 2019年から2024年までは九州地区大学野球選手権南部九州ブロック決勝トーナメントの1位（優勝）・2位・3位および九州地区大学野球選手権北部九州ブロック1部リーグの1位（優勝）・2位・3位が出場。なお、両ブロックの優勝大学は「九州大学野球選手権大会・決勝トーナメント出場（1位）決定戦（2020年、2021年、2024年は実施なし）」を行い、勝利した大学は同大会・決勝トーナメントの準決勝から、敗れた大学は予選トーナメント3回戦（2023年は4回戦）から出場。また、両ブロックの2位・3位の大学は予選トーナメントから出場。
  - 2020年、2021年、2024年は両ブロックの優勝大学のみ出場。

### 南部九州大学野球連盟創設後
- 2025年から南部九州大学野球連盟代表として出場予定（出場大学数は未定）。

### 歴代出場大学
（出典： ）
- ◎：明治神宮野球大会出場権獲得
- ◇：スーパーシード

| 回 | 開催年 | 1位（優勝）     | 2位              | 3位                    |
| -- | ------ | --------------- | ---------------- | ---------------------- |
| 1  | 1994   | 沖縄国際大学◇   | 九州東海大学◎    | 熊本学園大学           |
| 2  | 1995   | 日本文理大学◇   | 熊本工業大学     | 別府大学               |
| 3  | 1996   | 日本文理大学◇   | 名桜大学         | 熊本学園大学           |
| 4  | 1997   | 別府大学◇       | 日本文理大学     | 宮崎産業経営大学       |
| 5  | 1998   | 日本文理大学◇   | 九州東海大学     | 宮崎産業経営大学       |
| 6  | 1999   | 九州東海大学◇   | 熊本工業大学     | 大分大学               |
| 7  | 2000   | 九州東海大学◇   | 日本文理大学     | 崇城大学               |
| 8  | 2001   | 日本文理大学◇   | 九州東海大学     | 西日本工業大学         |
| 9  | 2002   | 日本文理大学◇   | 名桜大学         | 宮崎産業経営大学       |
| 10 | 2003   | 沖縄国際大学◇   | 崇城大学         | 名桜大学               |
| 11 | 2004   | 九州東海大学◇   | 名桜大学         | 日本文理大学           |
| 12 | 2005   | 日本文理大学◇   | 西日本工業大学   | 沖縄国際大学           |
| 13 | 2006   | 九州東海大学◇   | 日本文理大学     | 西日本工業大学         |
| 14 | 2007   | 別府大学◇       | 沖縄国際大学     | 日本文理大学           |
| 15 | 2008   | 西日本工業大学◇ | 宮崎産業経営大学 | 日本文理大学           |
| 16 | 2009   | 日本文理大学◇   | 別府大学         | 名桜大学               |
| 17 | 2010   | 日本文理大学◇   | 名桜大学         | 東海大学九州キャンパス |
| 18 | 2011   | 日本文理大学◇   | 別府大学         | 第一工業大学           |
| 19 | 2012   | 日本文理大学◇   | 西日本工業大学   | 名桜大学               |
| 20 | 2013   | 日本文理大学◇   | 名桜大学         | 第一工業大学           |
| 21 | 2014   | 日本文理大学◇   | 第一工業大学     | 西日本工業大学         |
| 22 | 2015   | 沖縄大学◇       | 日本文理大学     | 近畿大学産業理工学部   |

- ◎：明治神宮野球大会出場権獲得
- ◇：スーパーシード
- （  ）内は所属ブロック

| 回 | 開催年 | 第1代表                | 第2代表              | 第3代表                        |
| -- | ------ | ---------------------- | -------------------- | ------------------------------ |
| 23 | 2016   | 日本文理大学（北部）◎◇ | 沖縄大学（南部）     | 近畿大学産業理工学部（北部）   |
| 24 | 2017   | 日本文理大学（北部）◇  | 沖縄大学（南部）     | 東海大学九州キャンパス（南部） |
| 25 | 2018   | 日本文理大学（北部）◇  | 第一工業大学（南部） | 西日本工業大学（北部）         |

| 回 | 開催年 | 南部第1          | 南部第2      | 南部第3      | 北部第1       | 北部第2              | 北部第3        |
| -- | ------ | ---------------- | ------------ | ------------ | ------------- | -------------------- | -------------- |
| 26 | 2019   | 宮崎産業経営大学 | 鹿屋体育大学 | 沖縄国際大学 | 日本文理大学◇ | 近畿大学産業理工学部 | 久留米工業大学 |

| 回 | 開催年 | 南部                   | 北部         |
| -- | ------ | ---------------------- | ------------ |
| 27 | 2020   | 東海大学九州キャンパス | 日本文理大学 |
| 28 | 2021   | 宮崎産業経営大学       | 日本文理大学 |

| 回 | 開催年 | 南部第1      | 南部第2      | 南部第3                | 北部第1        | 北部第2      | 北部第3        |
| -- | ------ | ------------ | ------------ | ---------------------- | -------------- | ------------ | -------------- |
| 29 | 2022   | 沖縄大学     | 鹿屋体育大学 | 東海大学九州キャンパス | 日本文理大学◇  | 別府大学     | 西日本工業大学 |
| 30 | 2023   | 鹿屋体育大学 | 沖縄大学     | 東海大学九州キャンパス | 日本文理大学◎◇ | 長崎国際大学 | 西日本工業大学 |

| 回 | 開催年 | 南部                   | 北部           |
| -- | ------ | ---------------------- | -------------- |
| 31 | 2024   | 東海大学九州キャンパス | 久留米工業大学 |

| 回 | 開催年 | 大学 |
| -- | ------ | ---- |
| 32 | 2025   |      |

## 加盟大学
- 大学選手権＝全日本大学野球選手権大会出場回数、神宮大会＝明治神宮大会出場回数（大学選手権と神宮大会の実績は九州地区大学野球連盟に所属していた時代の回数を含む）。
- 地区予選の優勝回数は「九州地区大学野球選手権大会・各地区予選」「九州地区大学野球選手権南部九州ブロック大会・各地区予選」を含む。
- 熊本地区予選は2025年春季大会から第1回大会となる。なお（  ）は、九州地区大学野球選手権南部九州ブロック大会・熊本地区予選時代の優勝回数。

### 熊本地区
（出典：
）
| 大学                   | 地区予選優勝回数 | 決勝大会優勝回数 | 大学選手権 | 神宮大会 | 最終出場大会      | 備考                                              |
| ---------------------- | ---------------- | ---------------- | ---------- | -------- | ----------------- | ------------------------------------------------- |
| 東海大学九州キャンパス | 1（18）          | 0                | 13         | 2        | 2025年 大学選手権 | 全日本大学野球選手権ベスト4：1回 旧：九州東海大学 |
| 崇城大学               | 0（6）           | 0                | 5          | 0        | 2001年 大学選手権 | 旧：熊本工業大学                                  |
| 熊本学園大学           | 0（3）           | 0                | 0          | 0        | -                 | 旧：熊本商科大学                                  |
| 熊本大学               | 0（1）           | 0                | 0          | 0        | -                 |                                                   |

### 宮崎地区（旧「宮崎県大学野球連盟」、「九州地区大学野球選手権大会・宮崎地区予選」、「九州地区大学野球選手権南部九州ブロック大会・宮崎地区予選」）
| 大学             | 地区予選優勝回数 | 決勝大会優勝回数 | 大学選手権 | 神宮大会 | 最終出場大会      | 備考                 |
| ---------------- | ---------------- | ---------------- | ---------- | -------- | ----------------- | -------------------- |
| 宮崎産業経営大学 | 59               | 0                | 3          | 0        | 2022年 大学選手権 |                      |
| 宮崎大学         | 5                | 0                | 0          | 0        | -                 |                      |
| 九州医療科学大学 | 3                | 0                | 0          | 0        | -                 | 旧：九州保健福祉大学 |
| 南九州大学       | 1                | 0                | 0          | 0        | -                 |                      |

### 鹿児島地区（旧「鹿児島県大学野球連盟」、「九州地区大学野球選手権大会・鹿児島地区予選」、「九州地区大学野球選手権南部九州ブロック大会・鹿児島地区予選」）
| 大学           | 地区予選優勝回数 | 決勝大会優勝回数 | 大学選手権 | 神宮大会 | 最終出場大会      | 備考               |
| -------------- | ---------------- | ---------------- | ---------- | -------- | ----------------- | ------------------ |
| 第一工科大学   | 27               | 0                | 1          | 0        | 2016年 大学選手権 | 旧：第一工業大学   |
| 鹿児島大学     | 22               | 0                | 1          | 0        | 1965年 大学選手権 |                    |
| 鹿屋体育大学   | 16               | 0                | 1          | 0        | 2023年 大学選手権 |                    |
| 鹿児島国際大学 | 8                | 0                | 0          | 0        | -                 | 旧：鹿児島経済大学 |

### 沖縄地区（旧「沖縄県大学野球連盟」、「九州地区大学野球選手権大会・沖縄地区予選」、「九州地区大学野球選手権南部九州ブロック大会・沖縄地区予選」）
| 大学                                     | 地区予選優勝回数 | 決勝大会優勝回数 | 大学選手権 | 神宮大会 | 最終出場大会      | 備考         |
| ---------------------------------------- | ---------------- | ---------------- | ---------- | -------- | ----------------- | ------------ |
| 沖縄国際大学                             | 53               | 0                | 4          | 0        | 2005年 大学選手権 | 旧：国際大学 |
| 沖縄大学                                 | 44               | 0                | 1          | 0        | 2021年 大学選手権 |              |
| 名桜大学                                 | 16               | 0                | 1          | 0        | 2011年 大学選手権 |              |
| 琉球大学                                 | 3                | 0                | 0          | 0        | -                 |              |
| 日本ウェルネススポーツ大学沖縄キャンパス | 0                | 0                | 0          | 0        | -                 |              |